# Айну (куче)
Айну (на японски: アイヌ犬) или Хокайдо (на японски: 北海道犬) Айну е порода кучета, произхождаща от остров Хокайдо в Япония. Исторически сведения за Айну има от хилядолетия и вероятно е най-древната японска порода кучета.
Айну има здраво и яко телосложение. Височината му е около 50 см, а масата – около 25 кг. Формата на главата е триъгълна. Очите са малки и тъмнокафяви. Ушите са малки, триъгълни и изправени. Опашката е навита над гърба. Козината е къса, като допустими окраски са черно, червено или кафяво.
Айну е интелигентно и наблюдателно куче, както и добър ловец. Лесно се дресира, но процесът на обучението трябва да се направи докато индивидът е още малък. В затворено помещение е мил ио спокоен, но навън е много игрив и енергичен. Силно се привързва към стопаните си. Лесно приспособим е и отличен пазач. Подходящ е за хора, които живеят в къща, за активни семейства или такива с големи деца. Не се чувства добре в апартамент, тъй като се нуждае от много движение.
Средната продължителност на живота на айну е 10 години при добро отглеждане. Има добро здравословно състояние.
Козината трябва да се реше редовно, за да не загуби блясъка си.